# سهنا
سهنا (به انگلیسی: Sahna) یک شهرک در پاکستان است که در ناحیه مندی بهاءالدین واقع شده‌است.